# مهاجر (باكستان)

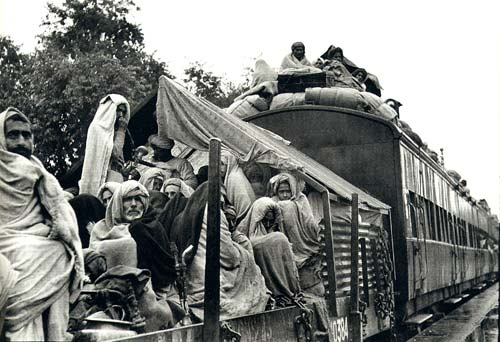

شعب المهاجر (بالأردوية: مہاجر)‏ هم مهاجرون مسلمون من أصل متعدد الأعراق، هاجروا من مناطق مختلفة من الهند إلى باكستان بعد استقلال باكستان. على الرغم من أن العديد منهم يتحدثون لغات مختلفة على المستوى الأصلي، إلا أنه يتم التعرف عليهم في المقام الأول كمتحدثين بلغة الأوردو الأصلية. يشير مصطلح «المهاجرون» عمومًا إلى المهاجرين المسلمين من الهند الذين استقروا في السند.

## حركة باكستان
قبل عام 1857 كانت الأراضي البريطانية تحت سيطرة شركة الهند الشرقية. وبعد هزيمة المتمردين في 1857-1858 انتهت إمبراطورية المغول وسيطرت الحكومة البريطانية مباشرة على الأراضي الهندية. ومباشرة بعد هذه الانتفاضة استهدف البريطانيون المسلمين من الطبقة العليا، حيث أن بعض قادة الحرب جاءوا من مجتمع كان مقره بالقرب من دلهي (الآن ولاية أوتار براديش). وأُطلق النار على الآلاف منهم وعائلاتهم أو شنقوا أو قتلوا بالمدافع.